# Alloprosopaea efflatouni
Alloprosopaea efflatouni är en tvåvingeart som beskrevs av Villeneuve 1923. Alloprosopaea efflatouni ingår i släktet Alloprosopaea och familjen parasitflugor. Inga underarter finns listade i Catalogue of Life.